# Joe Madureira

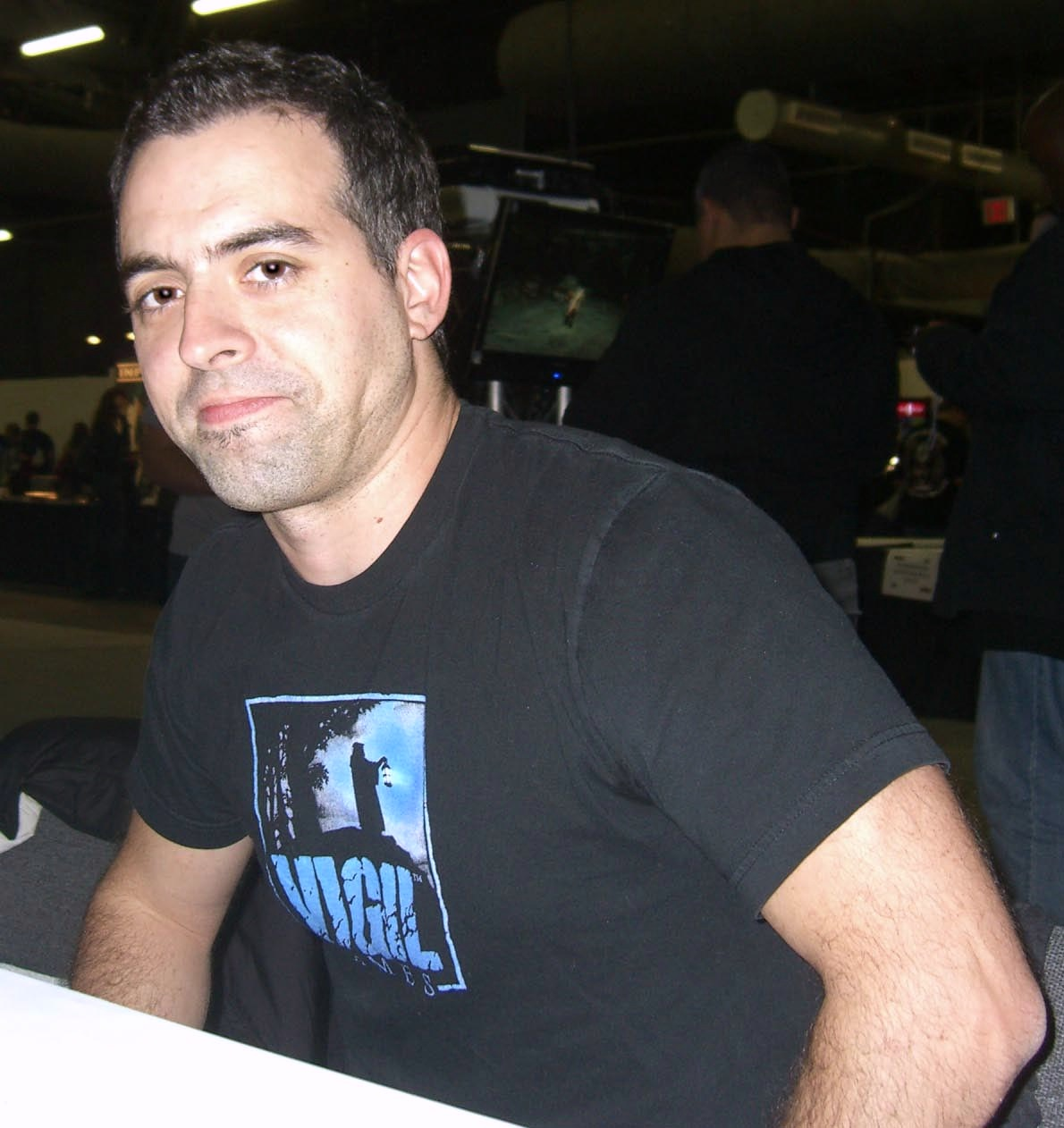
Joe Madureira (2009)

Joe Madureira (* 3. Dezember 1974 in Philadelphia; mædəˈrærə, Spitzname Joe Mad) ist ein US-amerikanischer Comiczeichner und Videospiel-Designer. Bekannt ist Madureira vor allem durch seine Arbeit an der X-Men-Serie für Marvel Comics (1994–1997) und der Comic-Reihe Battle Chasers (1998–2001).

## Biographie
Joe Madureira wurde 1991 von Marvel als Praktikant eingestellt. Die erste Veröffentlichung des damals 16-jährigen Schülers der High School of Art and Design in New York war eine achtseitige Geschichte über den Comic-Helden Northstar in der fortlaufenden Anthologie Marvel Comics Presents.
In den kommenden Jahren arbeitete Joe Madureira an weiteren Projekten für Marvel. Besonders bekannt sind seine Beiträge zum weit gefächerten X-Men-Universum. 1994 wurde er schließlich Hauptzeichner der Serie Uncanny X-Men und entwickelte unter anderem die neuen Uniformen der Protagonisten für den „Age of Apocalypse“-Handlungsstrang ebenso wie durch den Stil japanischer Mangas beeinflusste Uniformen innerhalb der regulären Serie. Madureira war ebenfalls für eine kurzzeitige Umgestaltung der Rächer verantwortlich.
1997 verließ er die Uncanny X-Men, um an einer eigenen Produktion mit dem Titel Battle Chasers zu arbeiten. Battle Chasers wurde zuerst bei Wildstorm Comics veröffentlicht, bevor der Verlag an DC Comics verkauft wurde. Neun Teile der Serie erschienen in Folge, wobei die Veröffentlichungsabstände immer größer wurden. Am Ende des neunten Teils wurde die Serie abgebrochen, weil die zehnte Folge den Beginn eines neuen Handlungsstrangs bedeutet hätte, den er nicht mehr hätte fortführen können.
Joe Madureira wechselte daraufhin in die Computerspielindustrie und wurde als Designer für ein Spiel namens Dragonkind bei den Tri-Lunar Studios angestellt. Als diese Konkurs anmeldeten, wechselte er zu Realm Interactive, die zu dieser Zeit Trade Wars: Dark Millennium produzierten. Realm Interactive wurde von NCsoft aufgekauft, wo Madureira das Spiel unter dem Namen Exarch weiterführte, bis es schließlich unter dem Namen Dungeon Runners erschien. Während seiner Zeit als Spieldesigner gestaltete er in unregelmäßigen Abständen Umschlagsillustrationen für Spiele-Magazine und Comics.
Madureira kehrte in die Comicbranche zurück, um an Marvels The Ultimates 3 mit Autor Jeph Loeb zu arbeiten. Ein durch Madureira gezeichnetes Cover wurde im Juli 2007 durch IGN präsentiert.
Nachdem er NCsoft verlassen hatte, gründete Madureira die Firma Vigil Games mit ehemaligen NCsoft-Kollegen. Vigil wurde im März 2006 von THQ übernommen. Als erster Titel ist 2010 Darksiders erschienen, an dem Madureira als künstlerischer Leiter federführend war. Aufgrund der Insolvenz des Mutterunternehmens THQ wurde Vigil Games 2013 geschlossen. 2015 gründeten Madureira und ehemalige Kollegen das unabhängige Studio Airship Syndicate. Über Kickstarter wurde die Entwicklung des Spiels Battle Chasers: Nightwar finanziert. Die Rollenspiel-Adaption seines Comics Battle Chasers ist 2017 erschienen.

## Ausgewählte Bibliographie
- Deadpool: The Circle Chase #1–4 (Marvel Comics, 1993)
- Uncanny X-Men #312–313, 316–317, 325–326, 328–330, 332, 334–338, 340–343, 345–348, 350 (Marvel Comics, 1994–1997)
- Battle Chasers #0–9 (Image Comics, Cliffhanger, 1998–2001)
- Excalibur #57–58

## Bibliographie
- Jack Curtin: Steady Costumer. Wizard: The Guide to Comics, #49, September 1995.